# The Peach Brand
The Peach Brand est un film muet américain sorti en 1914.

## Fiche technique
- Scénario : Russell E. Smith
- Date de sortie : États-Unis : 17 juin 1914

## Distribution
- Eugene Pallette : Robert Carter
- Francelia Billington : Mildred Snow
- Sam De Grasse : Paul Leighton